# Секатор

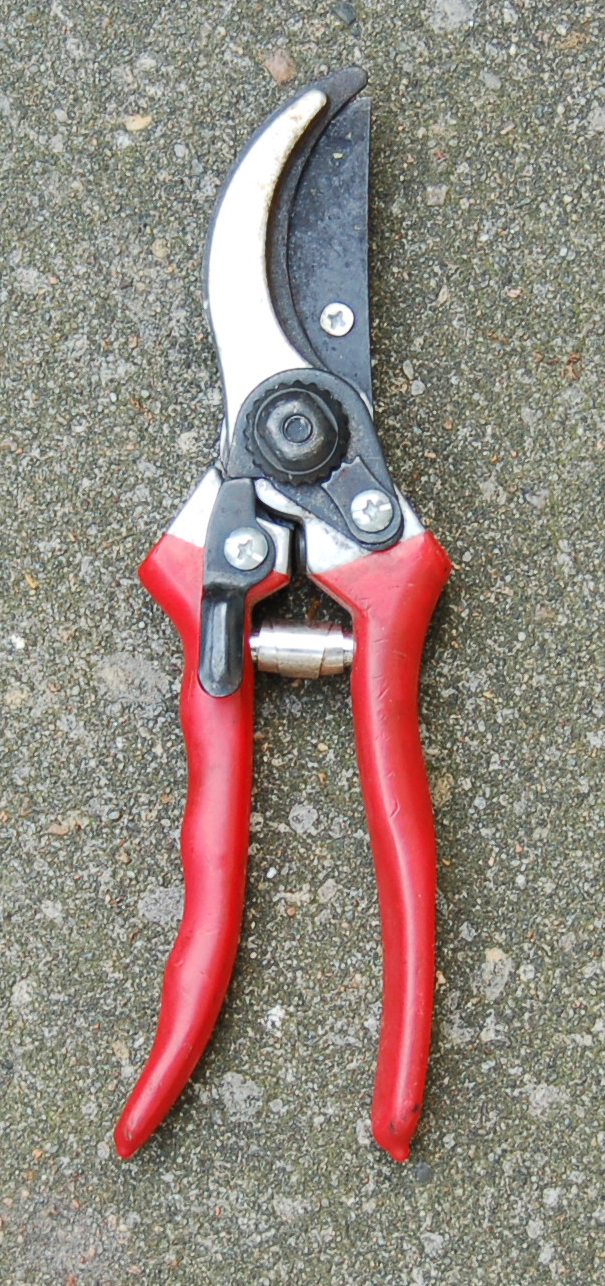
Секатор

Сека́тор (фр. sécateur, от лат. seco — секу́, ре́жу), или садо́вые но́жницы — ручной инструмент для обрезания побегов и нетолстых веток при формировании и прореживании кроны деревьев, кустарников; также используется при сборе винограда.

## История
Первый секатор появился в 1815 году. Его изобрели во Франции и подрезали им виноградную лозу. Сделанный секатором срез получался чистым и аккуратным, тогда как рубец быстро заживал. Со временем инструмент усовершенствовали, и вскоре появились его варианты: кустарниковый секатор — кусторез и сучкорез.

## Составные части секатора

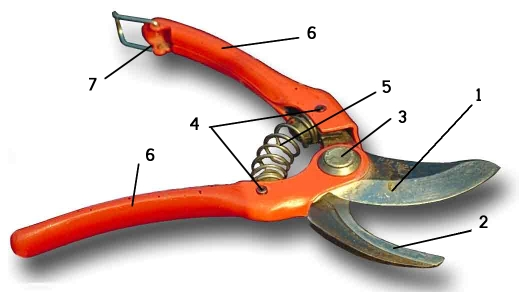

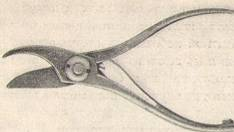
Секатор для обрезки растений, конструкции И. В. Мичурина

1. Рабо́чее ле́звие. Хорошая режущая способность достигается за счёт геометрии лезвия. Углы заточки лезвий должны быть очень острыми для достижения чистого среза без расщепления растительной ткани, но такими, чтобы режущие кромки не были слишком хрупкими.
2. Опо́рное ле́звие. Изогнуто для снижения трения, снабжено желобком для стекания сока растения, чтобы исключить залипание. Изгиб опорного лезвия также служит для наилучшего захвата ветви и последующего её удержания, и чтобы уменьшить риск её отскока после того, как она будет срезана.
3. Болт и га́йка. Болт удерживает режущие кромки в одной плоскости и при нормальной работе остаётся туго затянутым. При необходимости легко подтягивается.
4. Бу́фер. Ограничивает ход рукояток при работе.
5. Пружи́на. Предназначена для приведения секатора в исходное положение после окончания резания.
6. Рукоя́тки. Иногда одна из них выполняется поворотной для исключения натирания мозолей при работе.
7. Замо́к. Предназначен для фиксации секатора в закрытом состоянии.

## Виды секаторов
Секаторы различаются построением режущей системы: у инструмента одностороннего резания — одно лезвие, как правило, верхнее, совмещённое с упорной пластиной или наковаленкой; у двустороннего — два лезвия — верхнее и нижнее.
- Станда́ртный (обходно́й) — секатор с одним ножом; вторая пластина служит упором, смещённым относительно линии реза. Благодаря этому при обрезке деформируется лишь отсекаемая часть растения. Другими словами, работают они максимально щадяще, а, следовательно, подходят для обрезки живых, растущих ветвей.
- Садо́вые но́жницы — секатор с двумя режущими пластинами; устроен по принципу ножниц. Ножи у него имеют закруглённую форму, режущие части движутся навстречу друг другу. Такой инструмент осуществляет ровный срез, однако, всё-таки сдавливает разрезаемый материал. В связи с этим секатор — ножницы лучше использовать для обрезки совсем молодых побегов, либо для срезки травянистых растений. К тому же ввиду малого развода режущих ножей садовыми ножницами поддаются ветки толщиной не более 15—20 мм.
- Сека́тор с накова́ленкой — секатор с одним ножом; вторая пластина служит упором, расположенным непосредственно на линии реза. «Наковаленку», как правило, изготавливают из прочной пластмассы с ребристой поверхностью, чтобы предотвратить скольжение ветви. Благодаря большому усилию, создаваемому при таком способе резки, а также широкому раскрытию лезвий эти секаторы справляются со старыми, сухими и довольно толстыми (до 30 мм) ветками.
- Сучкоре́з — садовый инвентарь, используемый для срезки побегов и ветвей деревьев, расположенных высоко над землёй.
- Куста́рниковый сека́тор — секатор с удлинёнными ручками и усиленными ножами. Режущая способность до 28 мм. Предназначен для удаления толстых и твёрдых сухих веток, а также для стрижки всех типов кустарников.
- Секатор с храповы́м механи́змом — универсальный секатор для обрезки как живого, так и сухого дерева. Секатор режет ветки диаметром до 3 сантиметров под прямым углом. Храповик — зубчатый механизм прерывного действия. Предназначен для преобразования поворотно-вращательного движения в поворотное движение в одну сторону. Иначе говоря, храповик позволяет оси поворачиваться в одну сторону и не позволяет возвращаться в обратную. По-другому храповик называют трещоткой. Главная задача такого механизма — уменьшить прилагаемое усилие при работе за счёт обрезки древесины в несколько этапов.
- Штанговые сучкорезы — секаторы — для удаления веток, расположенных высоко на дереве. Ими удобно обрезать также и кусты — можно работать, не сгибаясь. Такой сучкорез часто комплектуется с садовой пилой, также иногда с плодосборником, тогда как штанга бывает телескопической.
- Ножницы для фигурной стрижки растений, или ножницы для топиара — ножницы с прямым лезвием. Благодаря двойным ручкам, соединённым в виде лука, а также положению рукоятки данные ножницы осуществляют точную резку, в особенности при формировании деревьев и кустарников. Подходят для обрезки и придания формы кустарникам, кустам и небольшим деревьям.
- Секатор прививочный — секатор, используемый для прививки растений (яблоня, вишня, виноград, розы, хвойные). Имеет фигурный нож, которым делают зеркальные срезы на привое и подвое, после чего они точно соединяются друг с другом. При помощи прививочного секатора профессиональная прививка растения производится за короткое время.

Секаторы различаются также по способу изготовления: кованые, либо изготовленные из штампованных деталей. Кованые секаторы обычно более надёжные и долговечные.

## Уход
После каждого применения очистите лезвия режущих инструментов промасленной ветошью. Лезвия следует периодически подтягивать, что позволит эффективнее работать и снизить вероятность закусывания. Большинство инструментов для обрезки легко затачиваются. У многих секаторов лезвия снимаются для заточки, либо замены.